# Tetrastichus tonkoui
Tetrastichus tonkoui är en stekelart som beskrevs av Jean Risbec 1954. Tetrastichus tonkoui ingår i släktet Tetrastichus och familjen finglanssteklar. Inga underarter finns listade i Catalogue of Life.